# Monts Bambouto
Monts Bambouto är en bergskedja i Kamerun. Den ligger i den västra delen av landet, 250 km nordväst om huvudstaden Yaoundé.